# کونور کلیفورد
کونور کلیفورد (به انگلیسی: Conor Clifford) (زاده ۱ اکتبر ۱۹۹۱ در دوبلین) بازیکن فوتبال ایرلندی و رده‌های مختلف ملی ایرلند است.